# Liste de peintures de Stanislas Lépine
Cette liste recense des peintures de Stanislas Lépine (1835-1892).

## Début de carrière
| Image | Thème          | Titre                                                                                      | Date      | Technique                 | Dimensions | Lieu de Conservation                        | Référence             |
| ----- | -------------- | ------------------------------------------------------------------------------------------ | --------- | ------------------------- | ---------- | ------------------------------------------- | --------------------- |
|       | Marine         | Le Port de Caen                                                                            | 1859      | huile sur toile           | 72 × 92 cm | Musée des Beaux-Arts de Caen                | Musée d'Orsay         |
|       | Paysage        | Le Pont de l'Alma                                                                          | 1860 vers | huile sur toile           | 30 × 53 cm | National Gallery of Scotland                | Musée                 |
|       | Marine         | Pont de la Tournelle, Paris                                                                | 1862      | huile sur toile           | 40 × 55 cm | National Gallery of Art, Washington         | Musée                 |
|       | Paysage        | La Seine près du pont de la Concorde. Vue vers le pont de l'Alma et la colline de Chaillot | 1862      | huile sur toile           | 45 × 75 cm | Collection privée, Vente 2022               | Catalogue Sotheby's   |
|       | Marine         | le Pont de la Tournelle, Paris                                                             | 1862-1864 | huile sur toile           | 14 × 24 cm | National Gallery, Londres                   | Musée                 |
|       | Marine         | Rivière au clair de lune                                                                   | 1866–1870 | huile sur toile           | 25 × 33 cm | Clark Art Institute, Williamstown           | Musée                 |
|       | Paysage        | Quais des Célestins, avec le pont Marie                                                    | 1868      | huile sur toile           | 30 × 50 cm | Musée d'Orsay                               | Musée                 |
|       | Paysage        | La Seine à Bercy                                                                           | 1868      | huile sur toile           | 27 × 55 cm | National Gallery of Ireland                 | Musée                 |
|       | Paysage        | La Seine à Bercy                                                                           |           | huile sur bois            | 28 × 50 cm | Musée national des beaux-arts du Québec     | Musée                 |
|       | Paysage        | La Seine et Notre-Dame vues de Bercy                                                       |           | huile sur toile           | 37 × 56 cm | Collection priéve, Vente 2016               | Catalogue Artcurial   |
|       | Paysage        | Paysage                                                                                    | 1869      | huile sur toile           | 30 × 58 cm | Musée d'Orsay                               | Musée                 |
|       | Paysage        | La Seine devant Saint-Denis                                                                | 1869 vers | huile sur toile           | 40 × 90 cm | Musée des Beaux-Arts de Reims               | Musée                 |
|       | Paysage        | Pont dans une ville française                                                              | 1870 vers | huile sur toile           | 51 × 41 cm | Vienne, Österreichische Galerie Belvedere   | Musée                 |
|       | Paysage        | Paysage avec un pont                                                                       | 1870 vers | huile sur toile           | 26 × 39 cm | Saint-Pétersbourg, Musée de l'Ermitage      | Musée                 |
|       | Paysage        | La Seine à la Garenne Saint-Denis                                                          | 1870 vers | huile sur toile           | 38 × 55 cm | Ashmolean Museum, Oxford                    | Art UK                |
|       | Paysage        | Cheval de labour dans un champ                                                             | 1870-1874 | huile sur toile           | 19 × 33 cm | National Gallery of Art, Washington         | Musée                 |
|       | Scène de genre | Religieuses et écolières au jardin des Tuileries, Paris                                    | 1871-1883 | huile sur toile           | 16 × 24 cm | National Gallery, Londres                   | Musée                 |
|       | Paysage        | Rue des Saules                                                                             | 1872 vers | huile sur carton entoilée | 24 × 34 cm | Collection privée, Vente 2021               | Catalogue Ballesteros |
|       | Paysage        | Rue du Mont-Cenis, Montmartre                                                              | 1872 vers | huile sur toile           | 56 × 38 cm | Dublin, National Gallery of Ireland         | Musée                 |
|       | Paysage        | Vue sur la périphérie de Caen                                                              | 1872-1875 | huile sur bois            | 18 × 28 cm | Washington, National Gallery of Art         | Musée                 |
|       | Paysage        | Voilier sur la rivière                                                                     | 1872–1876 | huile sur toile           | 23 × 41 cm | Russell-Cotes Art Gallery, Bournemouth      | Art UK                |
|       | Paysage        | Montmartre, Rue Cortot                                                                     | 1872–1876 | huile sur toile           | 46 × 38 cm | Clark Art Institute, Williamstown           | Musée                 |
|       | Paysage        | Vue de Bry-sur-Marne                                                                       | 1873      | huile sur toile           | 38 × 60 cm | Palais des Beaux-Arts de Lille              | Musée d'Orsay         |
|       | Paysage        | Le Canal à Saint-Denis                                                                     | 1874-1878 | huile sur toile           | 35 × 55 cm | Kunsthalle de Hambourg                      | Musée                 |
|       | Paysage        | Une cour rue de la Fontanelle                                                              | 1874-1878 | huile sur toile           | 44 × 32 cm | Norton Simon Museum, Pasadena               | Musée                 |
|       | Paysage        | Montmartre, rue Saint-Vincent                                                              | 1875      | huile sur toile           | 67 × 48 cm | Musée d'Orsay                               | Musée                 |
|       | Paysage        | Le Pont Neuf, Paris                                                                        | 1875-1879 | huile sur toile           | 23 × 33 cm | Norton Simon Museum                         | Musée                 |
|       | Scène de genre | Le Marché aux pommes                                                                       | 1875–1885 | huile sur toile           | 46 × 65 cm | Art Institute of Chicago                    | Musée                 |
|       | Scène de genre | La Cour                                                                                    | 1875–1885 | huile sur toile           | 34 × 18 cm | Art Institute of Chicago                    | Musée                 |
|       | Paysage        | Caen, le long de l'Orne, cours Caffarelli, effet de lune                                   | 1876 vers | huile sur toile           |            | Collection privée, Vente 2004               | Mutualart             |
|       | Paysage        | Montmartre, la rue du Mont-Cenis, effet de neige                                           | 1876-1879 | huile sur toile           | 46 × 56 cm | Collection privée, Vente 2018               | Catalogue Christie's  |
|       | Paysage        | La Rue Norvins, Montmartre                                                                 | 1876-1880 | huile sur toile           | 32 × 24 cm | Kelvingrove Art Gallery and Museum, Glasgow | Art UK                |
|       | Paysage        | La Seine au Pont de Sèvres                                                                 | 1876–1880 | huile sur toile           | 51 × 91 cm | Musée Thyssen-Bornemisza                    | Musée                 |
|       | Paysage        | Le Palais et les jardins du Trocadéro                                                      | 1878–1880 |                           |            | Collection privée Schmit                    | Paris des Peintres    |
|       | Paysage        | Les Bords de la Marne                                                                      | 1878-1882 | huile sur toile           | 22 × 33 cm | Musée des Beaux-Arts de Reims               | Musée                 |
|       | Paysage        | La Marne entre Créteil et Saint-Maur                                                       |           | huile sur panneau         | 16 × 24 cm | Collection privée, Vente 2018               | Catalogue Sotheby's   |
|       | Paysage        | Prairies de Tourne-Bourse                                                                  | 1878-1882 | huile sur toile           | 38 × 55 cm | Musée des Beaux-Arts de Reims               | Musée                 |
|       | Paysage        | Coucher de soleil sur une rivière                                                          | 1878-1882 | huile sur toile           | 26 × 33 cm | National Gallery of Scotland                | Musée                 |
|       | Scène de genre | Le Mariage à Saint-Étienne-du-Mont                                                         | 1878–1880 | huile sur panneau         | 12 × 9 cm  | Musée Thyssen-Bornemisza                    | Musée                 |
|       | Paysage        | Vue de Conflans-Sainte-Honorine                                                            | 1878–1880 | huile sur toile           | 27 × 41 cm | Musée des Beaux-Arts de Reims               | Musée                 |

## Années 1880
| Image | Thème   | Titre                                                                                    | Date      | Technique         | Dimensions  | Lieu de Conservation                | Référence            |
| ----- | ------- | ---------------------------------------------------------------------------------------- | --------- | ----------------- | ----------- | ----------------------------------- | -------------------- |
|       | Paysage | La Marne à Charenton                                                                     | 1878–1882 | huile sur toile   | 35 × 46 cm  | Musée des Beaux-Arts de Reims       | Musée                |
|       | Paysage | Bras de Seine du côté de Neuilly                                                         | 1878–1882 | huile sur toile   | 24 × 33 cm  | Collection privée, Vente 2008       | Catalogue Christie's |
|       | Paysage | Un ruisseau en France                                                                    | 1880 vers | huile sur panneau | 12 × 23 cm  | Art Institute of Chicago            | Musée                |
|       | Paysage | Le Pont Saint-Michel                                                                     | 1880 vers | huile sur bois    | 26 × 34 cm  | Musée Carnavalet, Paris             | Parismusées          |
|       | Paysage | Le Puits artésien de Grenelle, (place de Breteuil)                                       | 1880 vers | huile sur bois    | 24 × 15 cm  | Musée Carnavalet, Paris             | Parismusées          |
|       | Paysage | L'île de la Cité et l'île Saint-Louis, vues du pont d'Austerlitz                         | 1880 vers | huile sur toile   | 51 × 83 cm  | Musée Carnavalet, Paris             | Parismusées          |
|       | Paysage | Le Pont de l'Estacade                                                                    | 1880      | huile sur toile   | 32 × 46 cm  | Walters Art Museum, Baltimore       | Musée                |
|       | Paysage | Paris, la Seine au Pont de l'Estacade                                                    |           | huile sur toile   | 38 × 56 cm  | Collection privée, Vente 2016       | Catalogue Sotheby's  |
|       | Paysage | Le Pont de l'Estacade, Paris                                                             | 1880–1884 | huile sur toile   | 27 × 41 cm  | Norton Simon Museum                 | Musée                |
|       | Paysage | La Seine, à Passy                                                                        | 1880 vers | huile sur toile   | 38 × 55 cm  | Musée Carnavalet, Paris             | Parismusées          |
|       | Paysage | La Seine, le Trocadéro et le pont de Grenelle, vus du quai de Javel                      | 1878-1883 | huile sur toile   | 38 × 56 cm  | Fondation Bemberg                   |                      |
|       | Paysage | La Seine, le Trocadéro et le pont de Grenelle, vus du quai de Javel                      | 1880-1885 | huile sur bois    | 27 × 41 cm  | Collection privée, Vente 2020       | Mutual Art           |
|       | Paysage | Vue du Louvre                                                                            | 1880-1886 | huile sur panneau | 15 × 24 cm  | National Gallery of Art, Washington | Musée                |
|       | Paysage | La Seine au pont Sully. Le port aux vins. Quai Saint-Bernard                             | 1882-1885 | huile sur panneau | 16 × 24 cm  | Collection privée, Vente 1993       | Paris des peintres   |
|       | Paysage | Le Pont des Arts, vue du pont Royal                                                      | 1884 vers | huile             | 85 × 154 cm | Musée Carnavalet, Paris             | Parismusées          |
|       | Paysage | Le Marché aux pommes, Quai de Gesvres et Quai de l'Hôtel de Ville, près du Pont D'Arcole | 1884-1888 | huile sur panneau | 16 × 23 cm  | Collection privée, Vente 2000       | Catalogue Christie's |
|       | Paysage | Le Marché aux pommes, Port de l'Hôtel-de-Ville à Paris                                   | 1885 vers | huile sur toile   | 35 × 27 cm  | Musée d'Orsay                       | Musée                |
|       | Paysage | Vue de la Butte, Montmartre                                                              | 1892      | huile sur toile   | 49 × 65 cm  | Southampton City Art Gallery        | Art UK               |
|       | Paysage | Une carrière à Caen                                                                      | 1892      | huile sur toile   | 27 × 41 cm  | Musée des Beaux-Arts de Caen        | Musée                |

## Dates non documentées
| Image | Thème          | Titre                                   | Date | Technique                              | Dimensions   | Lieu de Conservation                       | Référence           |
| ----- | -------------- | --------------------------------------- | ---- | -------------------------------------- | ------------ | ------------------------------------------ | ------------------- |
|       | Paysage        | Le Temps de la moisson                  |      | huile sur bois                         | 16 × 24 cm   | Musée national des beaux-arts du Québec    | Musée               |
|       | Portrait       | Le Fils de l'artiste                    |      | huile sur bois                         | 24 × 14 cm   | Musée d'Orsay                              | Musée               |
|       | Scène de genre | Chalands à quai                         |      | huile sur toile                        | 38 × 55 cm   | Musée d'Orsay                              | Musée               |
|       | Paysage        | La Seine à Charenton                    |      | huile sur toile                        | 38 × 60 cm   | Musée des Beaux-Arts de Caen dépôt         | Musée d'Orsay       |
|       | Paysage        | La Seine                                |      | huile sur toile                        |              | Musée des Beaux-Arts de Caen dépôt         | Musée d'Orsay       |
|       | Paysage        | Neige à Paris                           |      | huile sur toile                        | 25 × 33 cm   | Musée des Beaux-Arts de Rouen dépôt        | Musée d'Orsay       |
|       | Paysage        | Bords de rivière                        |      | huile sur toile                        | 22 × 33 cm   | Musée d'Art moderne, Saint-Etienne dépôt   | Musée d'Orsay       |
|       | Paysage        | Vue d'un parc enneigé                   |      | huile sur toile marouflée sur bois     | 17 × 21 cm   | Musée d’Orsay                              | Musée d'Orsay       |
|       | Paysage        | La Seine à Villequier                   |      | huile sur toile                        | 180 × 232 cm | Musée de Valence                           | Musée d'Orsay       |
|       | Paysage        | Les Hauteurs de Meudon                  |      | huile sur toile                        | 39 × 55 cm   | Musée des beaux-arts de Reims              | Musée               |
|       | Paysage        | Bateaux sur le fleuve, clair de lune    |      | huile sur toile                        | 38 × 55 cm   | Musée des beaux-arts de Reims              | Musée               |
|       | Paysage        | Le Quai aux fleurs                      |      | huile sur toile                        | 32 × 46 cm   | Musée des beaux-arts de Reims              | Musée               |
|       | Paysage        | La Seine à Saint-Ouen                   |      | huile sur toile                        | 27 × 41 cm   | Musée des beaux-arts de Reims              | Musée               |
|       | Paysage        | Paysage avec rives                      |      | huile sur toile                        | 33 × 46 cm   | Musée des beaux-arts de Reims              | Musée               |
|       | Paysage        | Baigneuses dans un cours d’eau          |      | huile sur toile                        | 46 × 27 cm   | Musée des beaux-arts de Reims              | Musée               |
|       | Paysage        | La Rue du Mont-Cenis à Paris            |      | huile sur bois                         | 38 × 31 cm   | Musée des beaux-arts de Reims              | Musée               |
|       | Paysage        | Rue du Vieux Montmartre                 |      | huile sur toile                        | 54 × 41 cm   | Musée des beaux-arts de Caen               | Notice Joconde      |
|       | Paysage        | Montmartre                              |      | huile sur toile                        | 33 × 24 cm   | National Gallery of Scotland               | Musée               |
|       | Paysage        | Caen : la douane                        |      | huile sur toile                        | 28 × 37 cm   | Musée des beaux-arts de Tours              | Musée               |
|       | Paysage        | Maisons dans les bois                   |      | huile sur toile                        | 33 × 24 cm   | Paris, collection particulière, Vente 2020 | Catalogue Sotheby's |
|       | Paysage        | Le Canal Saint-Martin                   |      | huile sur toile                        | 38 × 55 cm   | Musée André Malraux, Le Havre              | Notice Joconde      |
|       | Paysage        | Baignade nocturne au canal Saint-Martin |      | huile sur toile                        | 24 × 33 cm   | Kunsthalle de Hambourg                     | Musée               |
|       | Paysage        | Un passage derrière les arbres          |      | Huile sur papier marouflée sur toile   | 33 × 22 cm   | National Gallery, Londres                  | Musée               |
|       | Paysage        | La Forêt de Fontainebleau               |      | Huile sur papier marouflée sur panneau | 33 × 22 cm   | Bowes Museum, Barnard Castle               | Musée               |
|       | Paysage        | Le Canal                                |      | Huile sur toile                        | 33 × 22 cm   | The New Art Gallery Walsall                | Art UK              |
|       | Paysage        | Les Bords de la Seine                   |      | Huile sur toile                        | 39 × 56 cm   | Leeds Art Gallery                          | Art UK              |
|       | Paysage        | La Côte normande                        |      | Huile sur toile                        | 15 × 26 cm   | Fitzwilliam Museum, Cambridge              | Musée               |
|       | Scène de genre | Les Bergers                             |      | Huile sur toile                        | 27 × 46 cm   | Aberdeen Art Gallery                       | Art UK              |
|       | Scène de genre | Paysage avec arbres                     |      | Huile sur toile                        | 22 × 29 cm   | The Dick Institute, Kilmarnock             | Art UK              |
|       | Paysage        | Le Port de Rouen                        |      | 38 × 55 cm                             |              | Musée des Beaux-Arts de Reims              | Notice Joconde      |
|       | Paysage        | Paysage avec une rivière                |      | 40 × 50 cm                             |              | Fogg Art Museum, Cambridge                 | Musée               |
|       | Paysage        | Le Bassin de la Villette                |      | huile sur toile                        | 34 × 68 cm   | Collection privée, Vente 2022              | Catalogue Sotheby's |

## A documenter ([réf.nécessaire])
| Image | Thème   | Titre                                                                     | Date            | Technique       | Dimensions | Lieu de Conservation           | Référence |
| ----- | ------- | ------------------------------------------------------------------------- | --------------- | --------------- | ---------- | ------------------------------ | --------- |
|       | Paysage | Vue de mon atelier sous la neige                                          |                 |                 |            | Art Institute of Chicago       |           |
|       | Paysage | Voilier à Rouen, Le pont des Arts, Le Pont Neuf, ancien pont du Carrousel |                 |                 |            | Musée Faure (Aix-les-Bains)    |           |
|       | Paysage | Paris, le Pont des Arts                                                   | 1878-1883       | huile sur toile | 39 × 56 cm | Toulouse, Fondation Bemberg    |           |
|       | Paysage | La Seine à Poissy                                                         |                 |                 |            | Paris, collection particulière |           |
|       | Paysage | Vue de la Seine et du Trocadéro - Le pont de Grenelle                     | huile sur toile | 38 × 56 cm      |            | Fondation Bemberg Toulouse     |           |
|       | Paysage | La Rue de l'Abreuvoir                                                     | huile sur toile |                 |            | Musée de Montmartre            |           |